# Nordisk Kaffe-Kompagni
A/S Nordisk Kaffe-Kompagni var en dansk kaffegrossistvirksomhed og et kaffebrænderi, stiftet 1896 af Hans Chr. Jørgensen fra Beckett & Meyer og P. Carl Petersen, der fra 1908 var selskabets direktør og bestyrelsesformand.
Den stiftende aktiekapital var på 200.000 med en reservefond på 150.000 kr. Den årlige omsætning var i 1906 ca. 3 mio. kr. og samme år var der ca. 70 faste arbejdere og funktionærer og 50-80 periodiske kaffepillersker.
Det nystartede firma blev en af de første virksomheder, der lagde sit hovedsæde og lager i Københavns Frihavn, hvor pakhus og kontorbygning blev tegnet af arkitekt K.A. Ludvigsen, og det nye brænderi opført efter tegning af Valdemar H. Hammer. Firmaets bygninger på nuværende Gittervej, ved siden af Nordisk Fjers tidligere fabriksbygning, findes stadig, men er voldsomt ombyggede.

## Direktion
Denne liste er ufuldstændig; hjælp gerne med at udfylde den.
- 1896-1908: Christian Jørgensen
- 1908-1945: P. Carl Petersen
- 1963-1973: Erik Hedegaard